# 雪うさぎ (雪像)

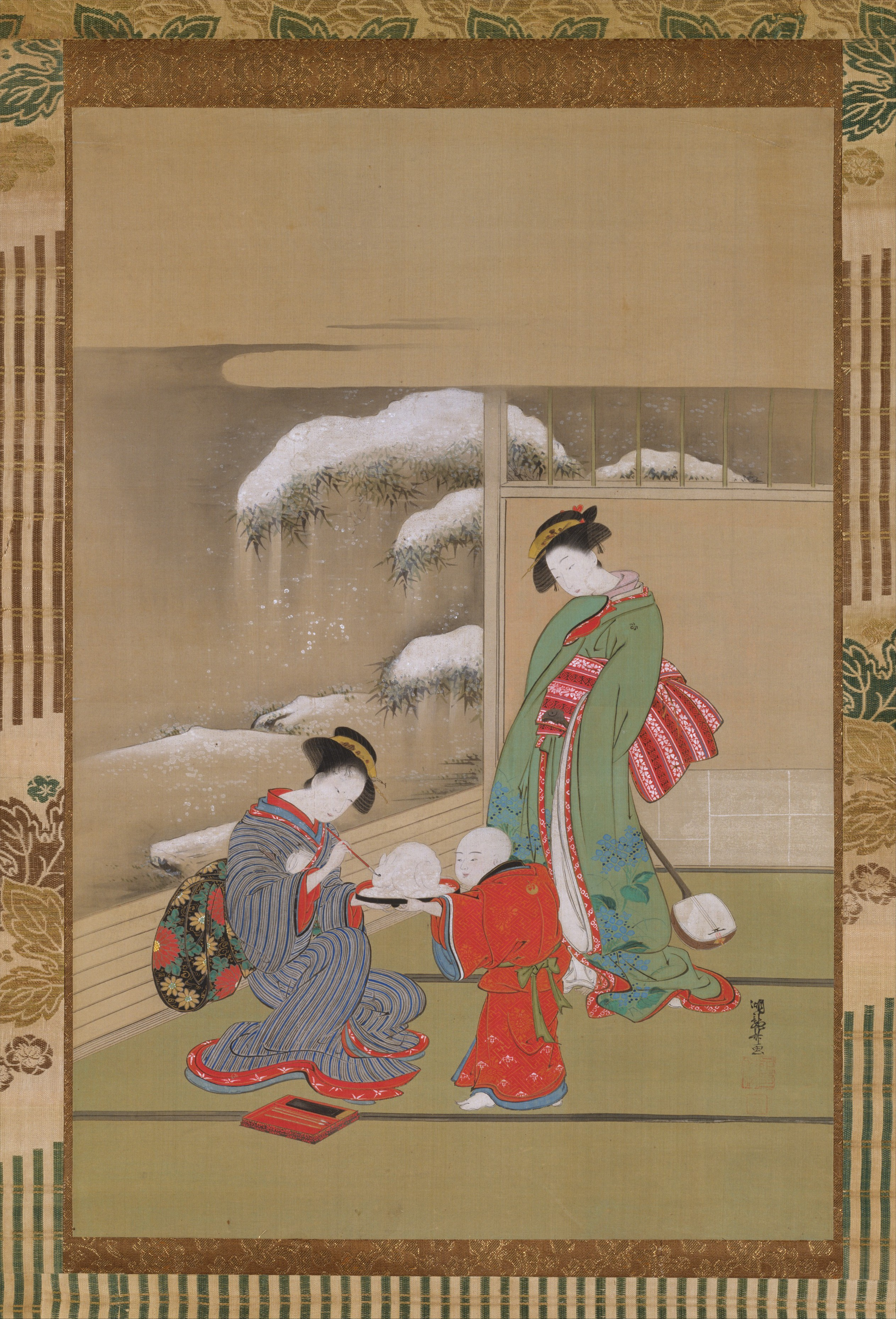
礒田湖龍斎『雪兎図』、1780年頃。メトロポリタン美術館所蔵。女性が盆上の雪うさぎに眼を描き入れている。

雪うさぎ（ゆきうさぎ）は、雪でウサギの形を作ったもの。雪像のひとつ。
白い雪を固めて作った半球形の胴体に、南天や椿、譲葉などの常緑樹の緑の葉を二枚付けて耳とし、南天の赤い実を二つ付けて目としてウサギの形に作る。松の葉を髭として付ける場合もある。同じ雪像の類である雪だるまは大きく作ることを競い合ったりするのがふつうであるが、雪うさぎの場合は動物のウサギが小型獣であるせいか、大きさは10センチから30センチくらいであまり大型に作らない傾向がある。

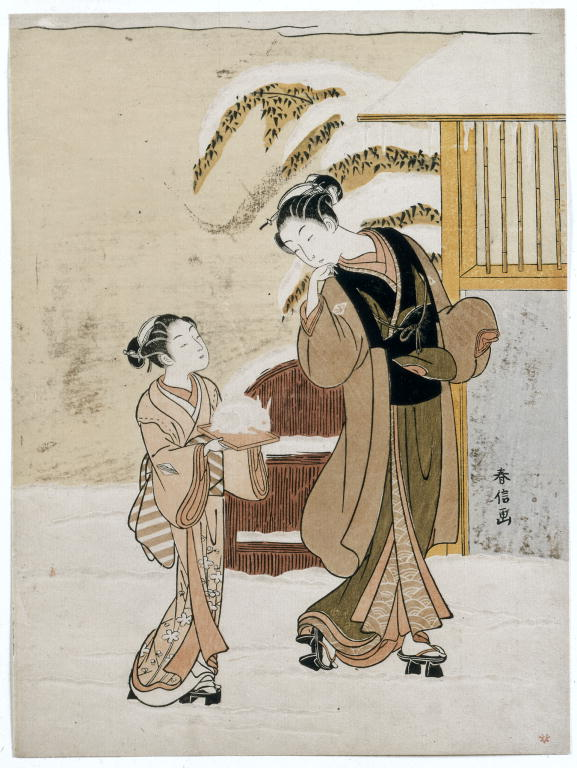
鈴木春信『雪うさぎを愛でる若い女性』1760年代後半
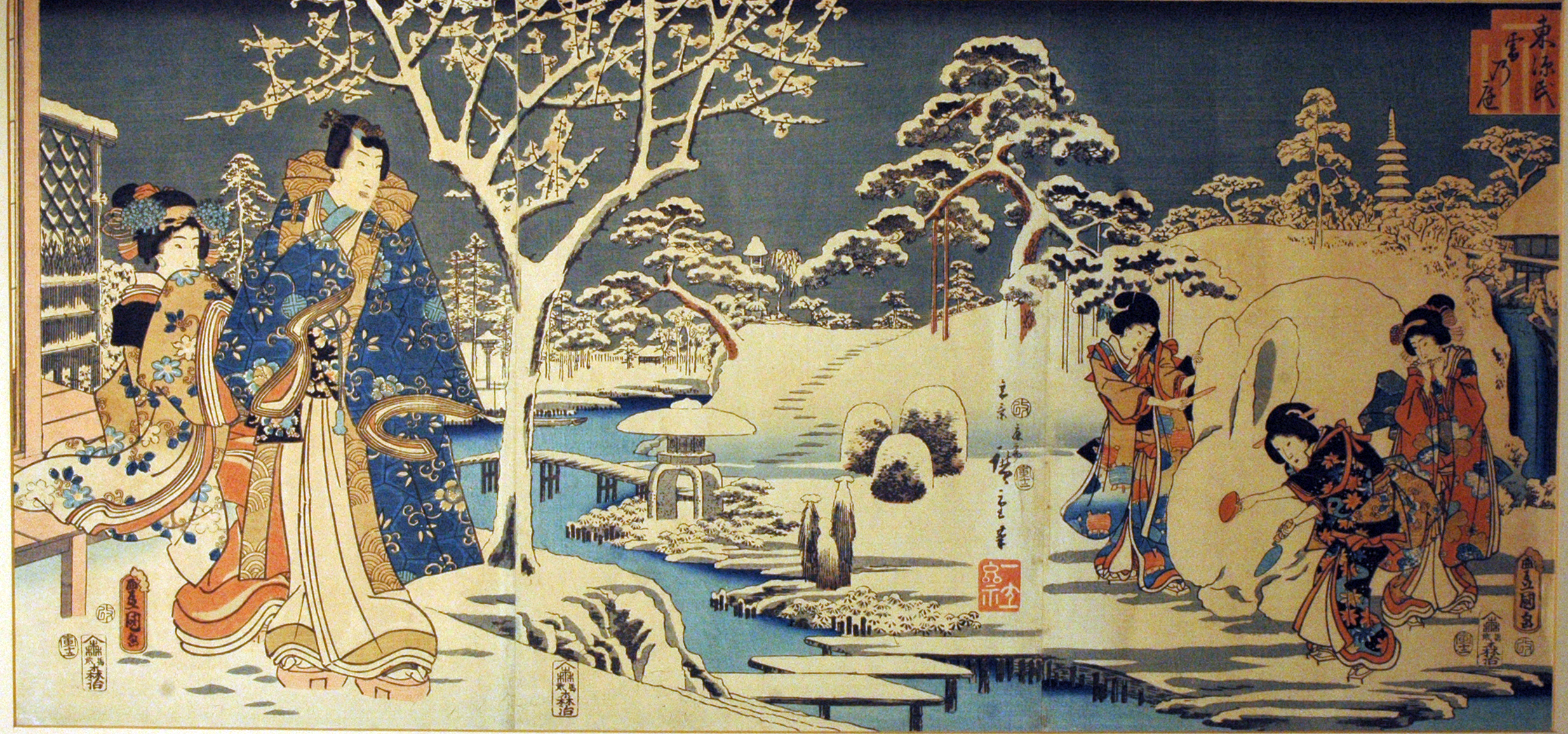
歌川国貞・歌川広重の合作『東源氏雪乃庭』
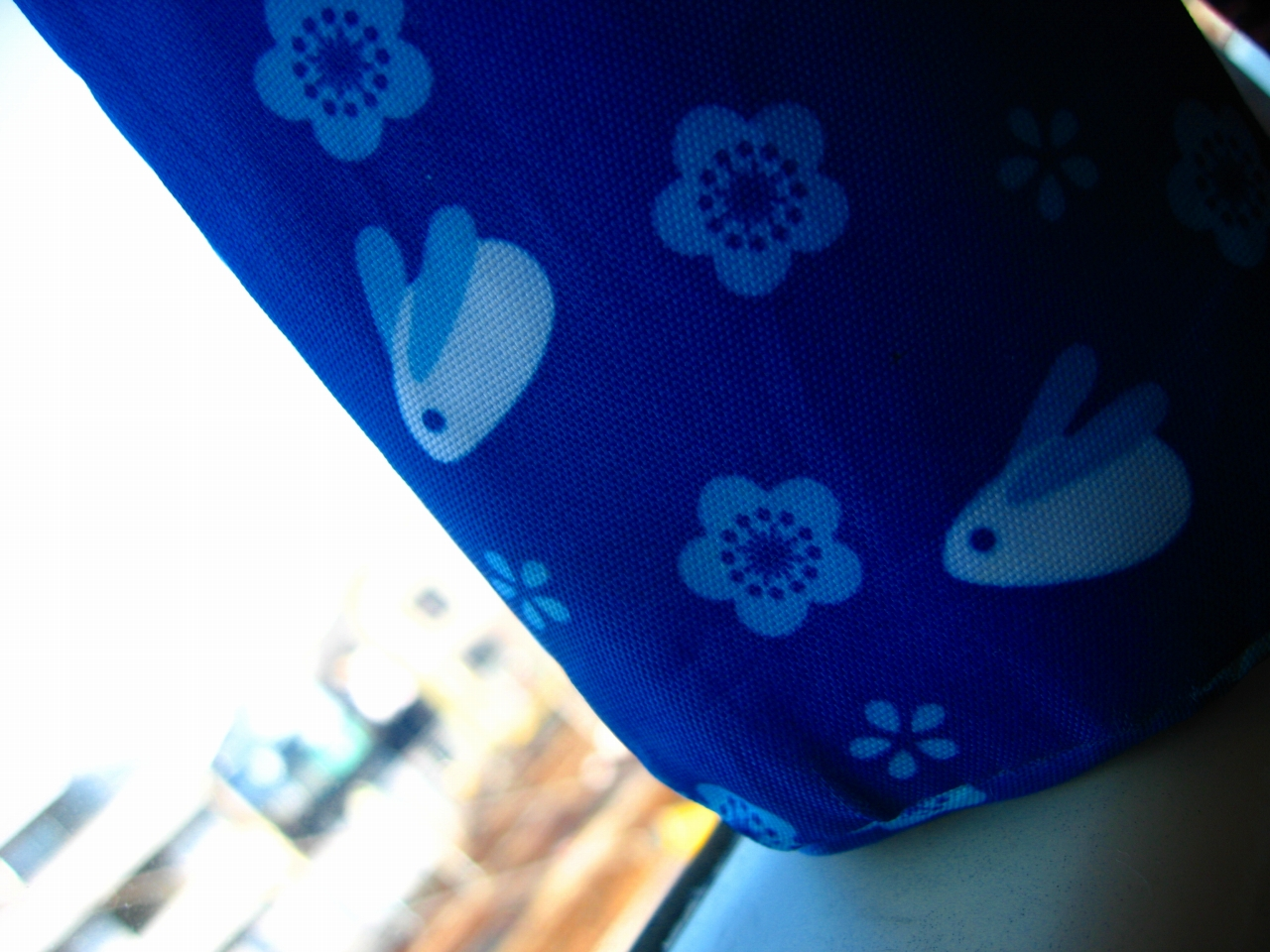
デザインに使われた布
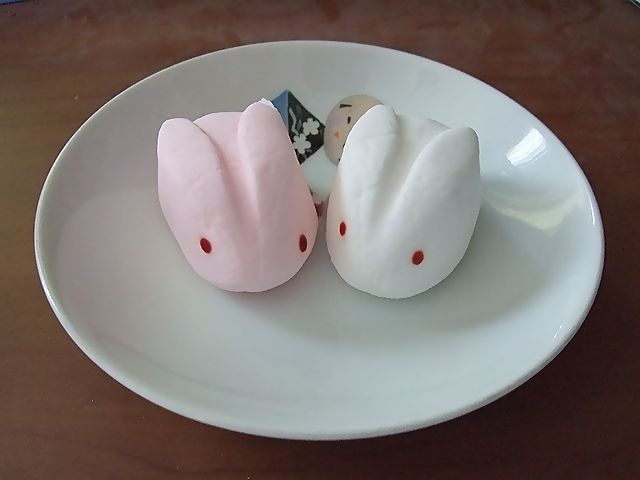
雪うさぎをモチーフにしたお菓子「雪うさぎ (銘菓)」

俳諧・『類題発句集』（安永3年、1774年）の冬に詠んだ句が見られる（コトバンク）。
南天が冬でも枯れず「難を転じる」として正月の縁起物である植物であることも手伝って、雪うさぎの愛らしい姿は冬の風物詩として親しまれている。

## 関連項目

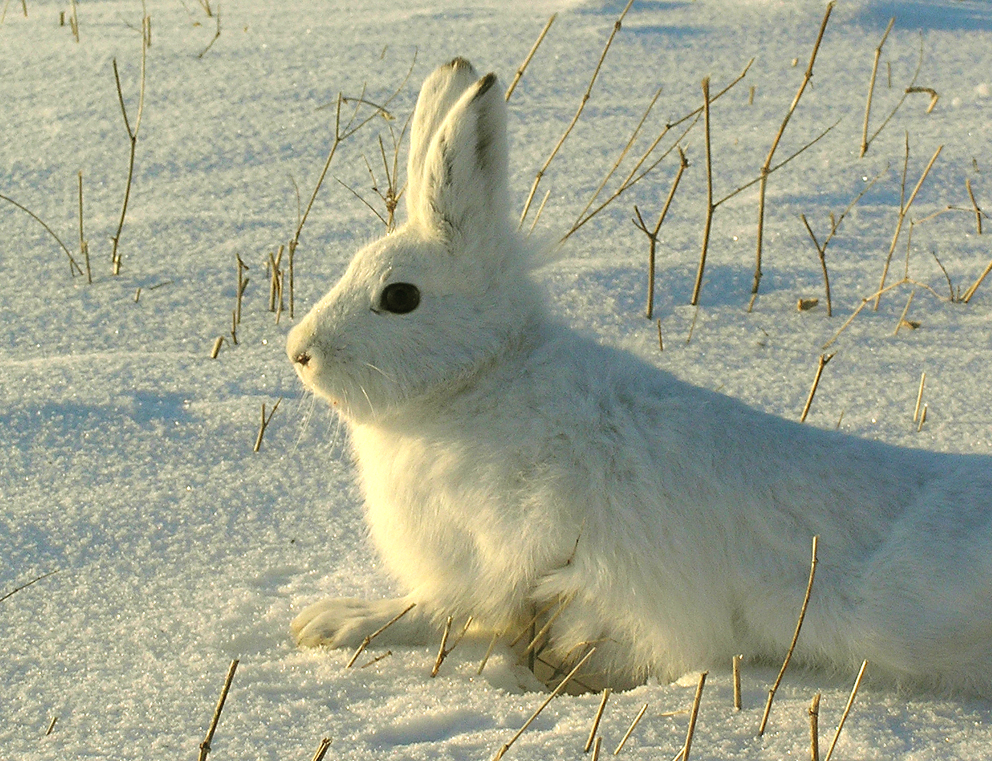
ウサギの種、ユキウサギ
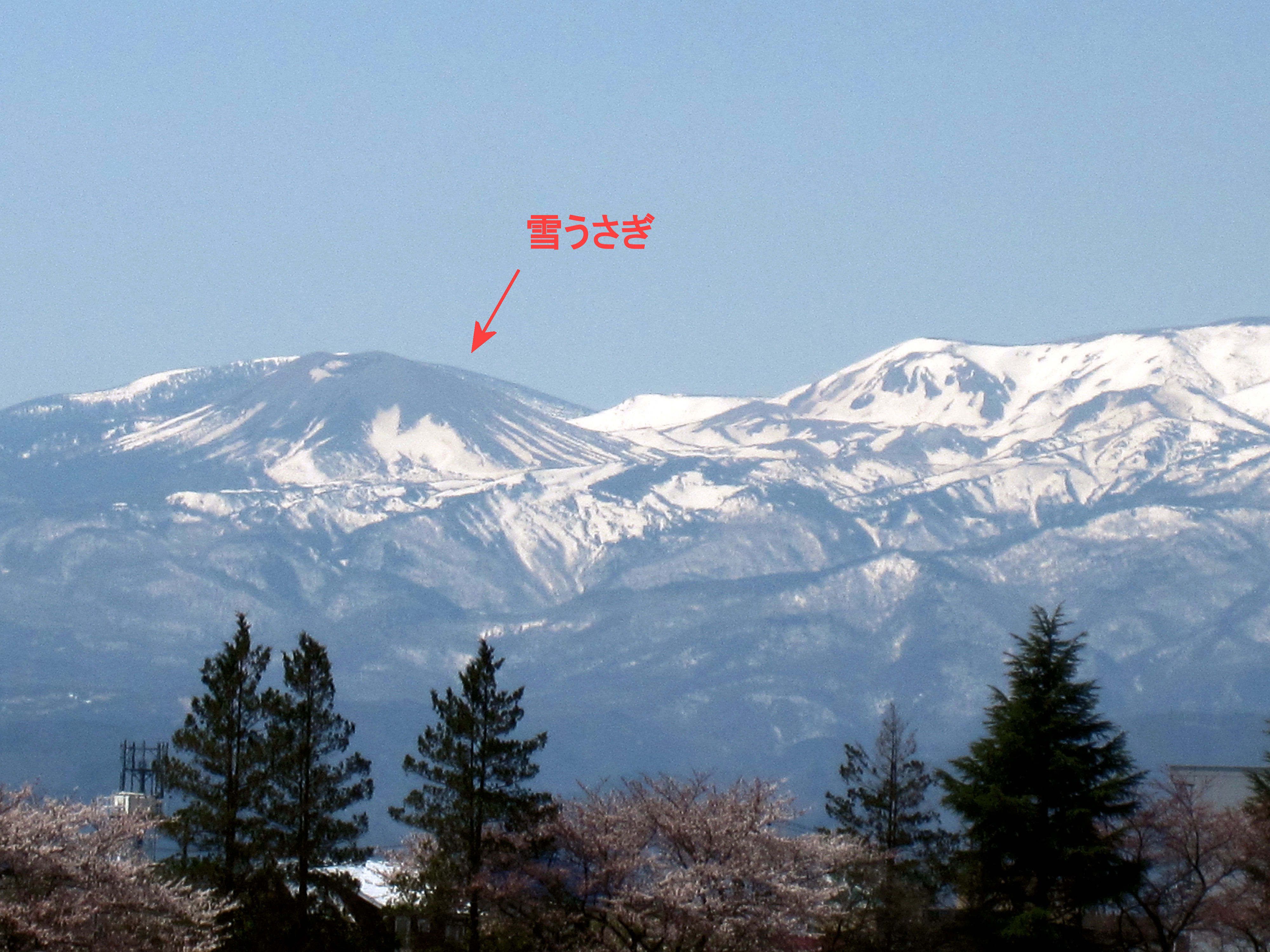
吾妻小富士の雪うさぎ